# Mujeres en la Antártida

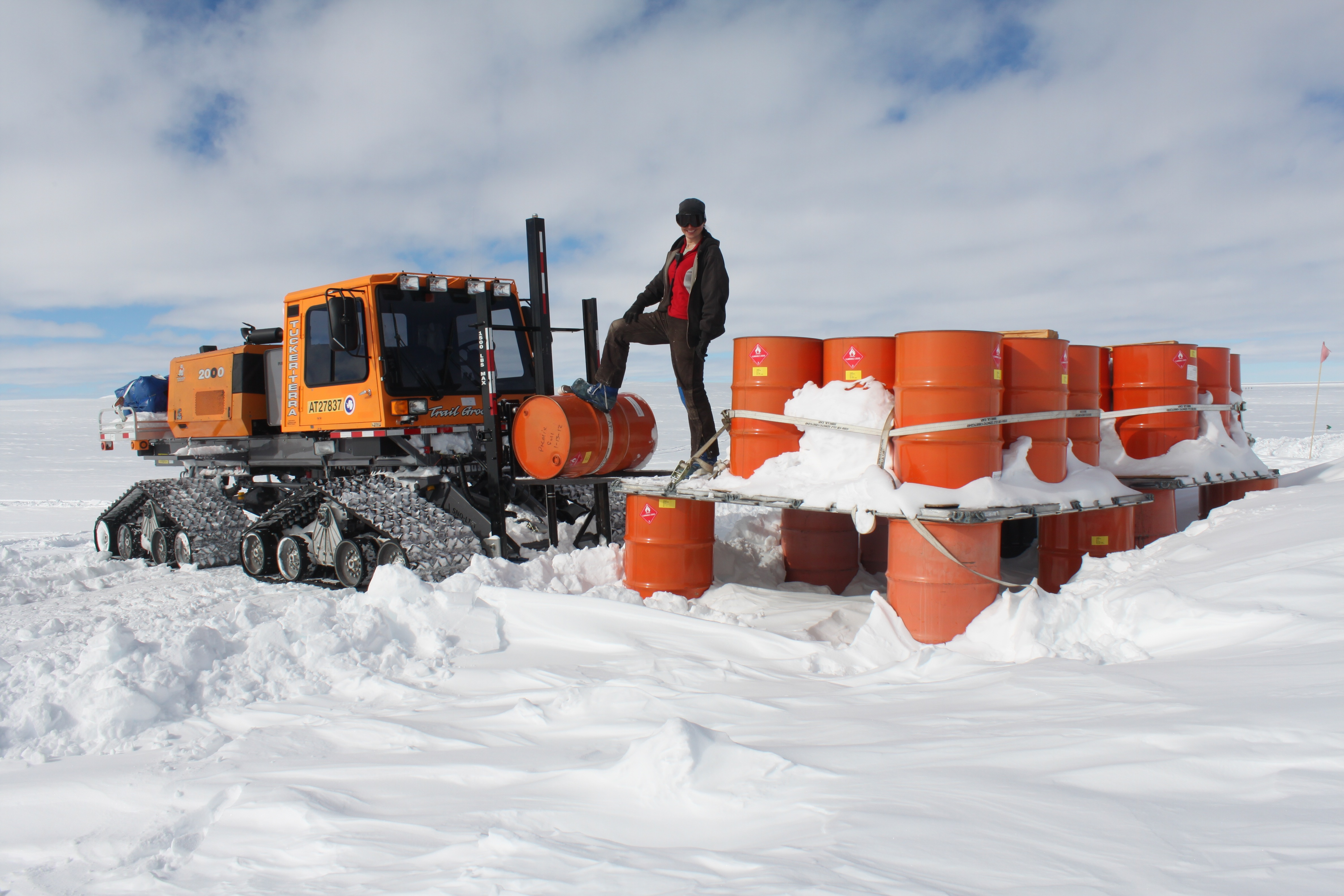
Una mujer trabajando en el Campamento WAIS Divide de la capa de hielo de la Antártida occidental en 2012

Las mujeres llevan siglos explorando las regiones que rodean la Antártida. La «primicia» más célebre de las mujeres en la Antártida se produjo en 1935, cuando Caroline Mikkelsen se convirtió en la primera mujer en pisar una de las islas. Los primeros exploradores masculinos, como Richard Byrd, bautizaron zonas de la Antártida con nombres de esposas y jefas de Estado. A medida que la Antártida pasaba de ser un lugar de exploración y conquista a una frontera científica, las mujeres trabajaron para ser incluidas en las actividades científicas. Los primeros países en tener científicas trabajando en la Antártida fueron la Unión Soviética, Sudáfrica y Argentina.
Además de explorar y trabajar como científicas, las mujeres también han desempeñado funciones de apoyo como recaudadoras de fondos, publicistas, historiadoras, conservadoras y administradoras de organizaciones y servicios que apoyan las operaciones antárticas. Muchas de las primeras mujeres en la Antártida eran esposas de exploradores. Algunas mujeres trabajaban con la Antártida desde lejos, elaborando políticas para un lugar que nunca habían visto. Las mujeres que deseaban tener un papel más importante en la Antártida tenían que «superar los prejuicios de género sobre el hielo y la inercia burocrática».
Cuando las mujeres empezaron a introducirse en campos de trabajo en la Antártida, se encontraron con que podía resultar difícil competir con hombres que ya tenían la «experiencia de expedicionarios» necesaria para los puestos científicos permanentes. Las mujeres cualificadas para expediciones o trabajos en la Antártida tenían menos probabilidades de ser seleccionadas que los hombres, incluso después de que un estudio realizado en 1995 por Jane Mocellin demostrara que las mujeres se adaptan mejor que los hombres al entorno antártico.

## Barreras históricas contra la inclusión

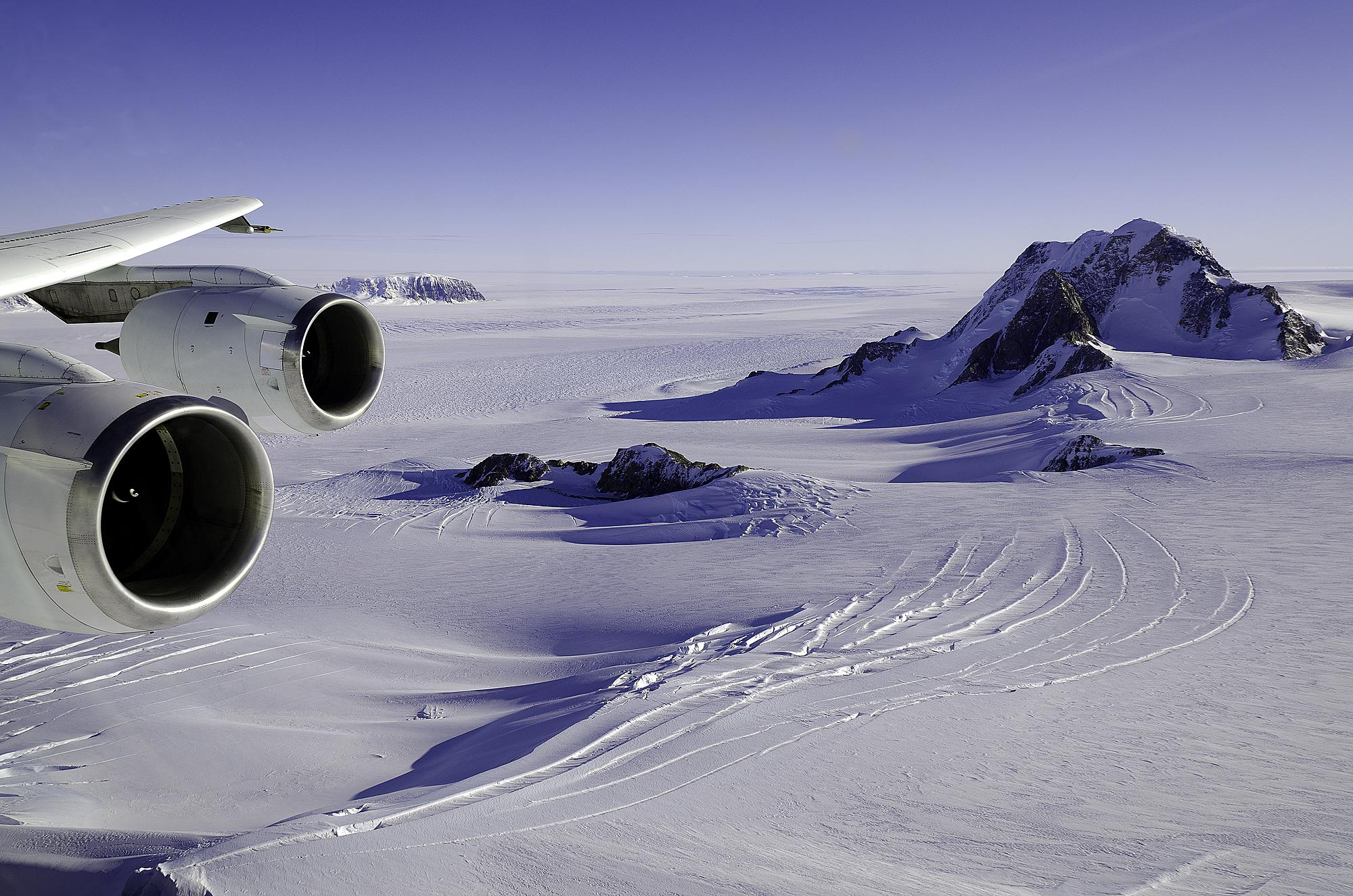
Mary Byrd Land, llamada así por la esposa del contralmirante Richard Evelyn Byrd en 1929

La mayoría de las primeras políticas y prácticas, incluida la construcción y creación de organizaciones antárticas, fueron creadas inicialmente por hombres. En un principio, las mujeres fueron excluidas de las primeras exploraciones en la Antártida por considerar que no podían soportar las temperaturas extremas o las situaciones de crisis. Vivian Fuchs, responsable de la British Antarctic Survey en los años 1960, creía que las mujeres no podían transportar equipos pesados y que las instalaciones antárticas no eran adecuadas para ellas. Estados Unidos creyó durante muchos años que el clima de la Antártida era demasiado duro para las mujeres.
La Antártida era vista por muchos hombres como un lugar donde podían imaginarse a sí mismos como heroicos conquistadores. En la cultura occidental, los territorios fronterizos se asocian a menudo con la masculinidad. La propia Antártida fue imaginada por muchos exploradores masculinos como una «mujer virginal» o un «monstruoso cuerpo femenino» que debía ser conquistado por los hombres. A menudo se «invocaba a las mujeres en términos de denominación de lugares y conquista territorial y, más tarde, incluso se las animaba a tener bebés en la Antártida». «El uso de las mujeres como conquista territorial es literal en la forma en que Argentina llevó a mujeres embarazadas a la Antártida para dar a luz y reivindicar la zona. Silvia Morella de Palma fue la primera mujer en dar a luz en la Antártida, dando a luz a Emilio Palma en la base argentina Esperanza el 7 de enero de 1978. 
Los hombres disfrutaban de disponer de un espacio libre de mujeres que, a finales de los años 1940, «les permitía continuar con el tipo de compañía masculina y aventura que habían disfrutado durante la Segunda Guerra Mundial». En un artículo sobre la Antártida escrito en 1958, el escritor describe el uso del deslumbramiento: «En el continente sin mujeres, el propósito del deslumbramiento no es llamar la atención de una rubia coqueta, sino atraer a los observadores en caso de que los exploradores se pierdan en los residuos helados". El espacio de los hombres en la Antártida se resistió al cambio. En la década de 1980, hubo un intento por parte de los hombres de conmemorar el «techo Sixtina» de la cabaña Weddell en la Antártida como patrimonio nacional australiano de «gran importancia». El «techo Sixtina» se cubrió con 92 pin-ups diferentes de mujeres de los años 1970 y 1980. Esto representaba un «club sólo para hombres» en el que los participantes creían que las mujeres estropearían la «pureza de un entorno homosocial de trabajo, y de juego».
En 1983, el periódico San Bernardino County Sun publicó un artículo sobre la Antártida en el que afirmaba que «sigue siendo uno de los últimos reductos machistas, donde los hombres son hombres y las mujeres son superfluas». Un científico, Lyle McGinnis, que llevaba yendo a la Antártida desde 1957, estaba resentido con las mujeres sobre el terreno y decía que «los hombres nunca se quejan». Creía que las mujeres se quejaban y necesitaban «consuelo». No todos los hombres pensaban así. Otros consideraban que la presencia de las mujeres mejoraba la vida en la Antártida y un ingeniero afirmó que, sin mujeres, «los hombres son unos cerdos». El sociólogo Charles Moskos afirmó que, a medida que se introducen más mujeres en un grupo, hay menos agresividad y se desarrolla una «cultura más civilizada».
Muchas de las profesiones en la Antártida son científicas y las mujeres también se enfrentan a obstáculos en este campo. Cuando las mujeres intentaron dedicarse a la ciencia, se esgrimieron argumentos basados en el determinismo biológico, la psicología evolucionista y las nociones populares de neurobiología como excusas para explicar por qué había menos mujeres en las ciencias. Estos argumentos describían cómo «las mujeres están mal adaptadas por motivos evolutivos a la ciencia y al entorno competitivo del laboratorio». Algunas mujeres describieron que se sentían «un poco en ridículo» trabajando en la Antártida y que los hombres las consideraban incapaces.
La exploración de la Antártida y la investigación científica fueron a menudo facilitadas por las armadas nacionales, que a menudo no querían mujeres en sus barcos. La Armada de Estados Unidos utilizó la excusa de que «las instalaciones sanitarias eran demasiado primitivas» en la Antártida para prohibir la entrada de mujeres. La Armada de Estados Unidos también consideraba la Antártida un «bastión sólo para hombres». El almirante George J. Dufek dijo en 1956 que «las mujeres se unirían a los equipos estadounidenses en la Antártida por encima de su cadáver». También creía que la presencia de mujeres en la Antártida «destrozaría las ilusiones de los hombres de ser héroes y hombres de frontera». Los grupos militares también estaban preocupados por la «conducta sexual inapropiada».
El cambio fue lento a medida que las mujeres empezaron a intentar formar parte de la exploración y la investigación antárticas. Un artículo publicado en el periódico Daily Herald en 1974 describió a las mujeres que llegaban a la Antártida como la integración de la «tierra con un definido toque femenino». El artículo describía los olores perfumados de las mujeres, las formas de entretener a los invitados en la Antártida y los «delicados pies» de Caroline Mikkelsen. Con el tiempo, tanto la «presencia como el impacto de las investigadoras antárticas ha aumentado rápidamente».

## Primeras mujeres en la Antártida

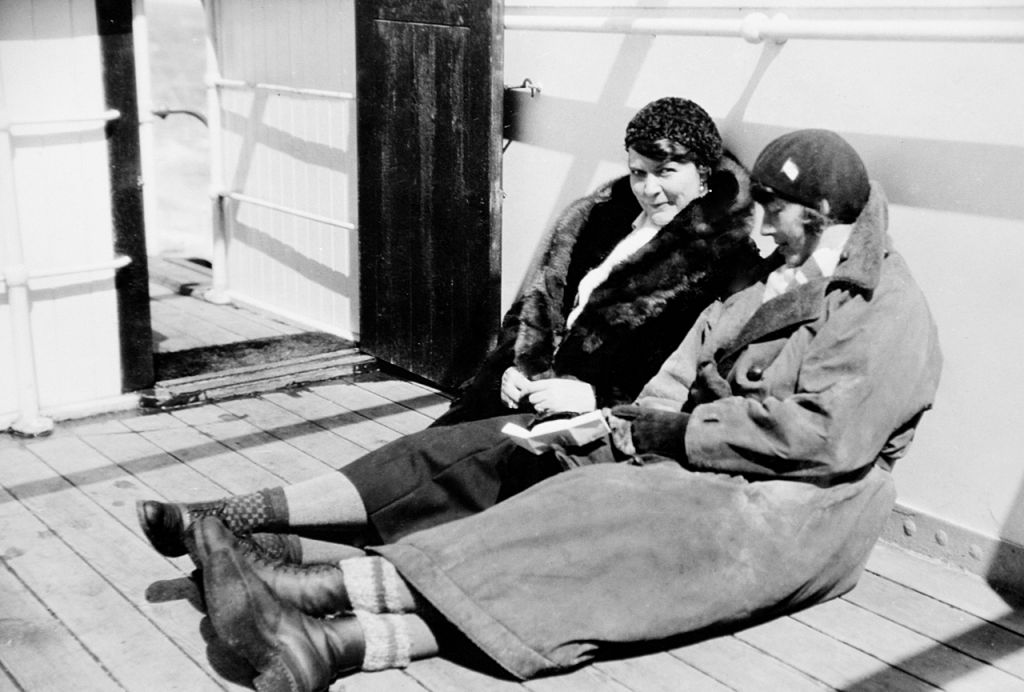
Ingrid Christensen (izquierda) y Mathilde Wegger en un viaje en 1931

Los registros orales de Oceanía indican que es posible que las mujeres exploradoras hayan viajado a las regiones antárticas como los exploradores masculinos Ui-te-Rangiora hacia el 650 y Te Ara-tanga-nuku en el año 1000, pero esto no está confirmado. La primera mujer occidental que visitó la región antártica fue Louise Séguin, que navegó en el Roland con Yves Joseph de Kerguelen de Trémarec en 1773.
Los restos humanos más antiguos que se conocen en la Antártida son los de un cráneo que perteneció a una joven indígena chilena en la playa de Yamana, en las islas Shetland del Sur, y que data de entre 1819 y 1825. Sus restos fueron encontrados por el Instituto Antártico Chileno en 1985.
A principios del siglo XX, las mujeres estaban interesadas en ir a la Antártida. Cuando Ernest Shackleton anunció su expedición a la Antártida en 1914, tres mujeres le escribieron solicitando unirse a ella. Las mujeres nunca llegaron a formar parte del viaje. En 1919, los periódicos informaron de que las mujeres querían ir a la Antártida, escribiendo que «varias mujeres estaban ansiosas por unirse, pero sus solicitudes fueron rechazadas». Más tarde, en 1929, veinticinco mujeres solicitaron formar parte de la expedición de investigación antártica británica, australiana y neozelandesa. También fueron rechazadas. Cuando en 1937 se propuso una Expedición Antártica Británica financiada con fondos privados, 1300 mujeres solicitaron unirse a ella. Ninguna de esas 1300 fue aceptada. Tras tres años de intentos de financiación, la expedición se canceló con el inicio de la Segunda Guerra Mundial.
Las esposas de los exploradores que se quedaron atrás «soportaron años de soledad y ansiedad». Mujeres como Kathleen Scott recaudaron dinero para los viajes de sus maridos.
Las primeras mujeres que participaron en la exploración de la Antártida fueron esposas y compañeras de viajeros y exploradores. Las mujeres acompañaron a los hombres como «esposas de balleneros» a las aguas antárticas. Las primeras mujeres que vieron el continente antártico fueron la noruega Ingrid Christensen y su compañera, Mathilde Wegger, ambas viajaban con el marido de Christensen. La primera mujer que pisó la tierra de la Antártida, una isla, fue Caroline Mikkelsen en 1935. Mikkelsen sólo bajó brevemente a tierra y también estaba allí con su marido. Más tarde, tras la muerte de su marido, Mikkelsen volvió a casarse y no habló de su experiencia en la Antártida para «no herir sus sentimientos». Christensen volvió a la Antártida tres veces después de su primera visión de la tierra. Finalmente desembarcó en el monolito Scullin, convirtiéndose en la primera mujer en pisar tierra firme en la Antártida. Le siguieron su hija, Augusta Sofie Christensen, y otras dos mujeres, Lillemor Rachlew y Solveig Widerøe. Como las mujeres creían que el desembarco no era una «primicia» real, no dieron mucha importancia a su logro.
En 1946 y 1947, Jackie Ronne y Jennie Darlington fueron las primeras mujeres en pasar el año en la Antártida. Cuando Ronne y Darlington decidieron acompañar a sus maridos en 1946 a la Antártida, los hombres de la expedición «firmaron una petición intentando impedirlo». Ronne trabajó como «registradora» de la misión. «Tanto Ronne como Darlington escribieron sobre sus experiencias en el hielo y, en el caso del libro de Darlington, sobre cómo los conflictos entre los miembros del equipo también «tensaron las relaciones entre las dos mujeres». «Una de las formas en que Darlington intentó encajar con los hombres del grupo fue «pasar lo más desapercibida posible dentro del grupo». Un hombre, al ver por primera vez a Darlington llegar a la base antártica, «huyó despavorido, pensando que se había vuelto loco». Ambas mujeres, a su regreso de la Antártida, restaron importancia a su propio papel dejando que «sus maridos se llevaran la mayor parte del honor».
En 1948, la diplomática británica Margaret Anstee participó en la Falkland Islands Dependency Survey (FIDS) y ayudó a elaborar la política del programa.

## Exploración y ciencia

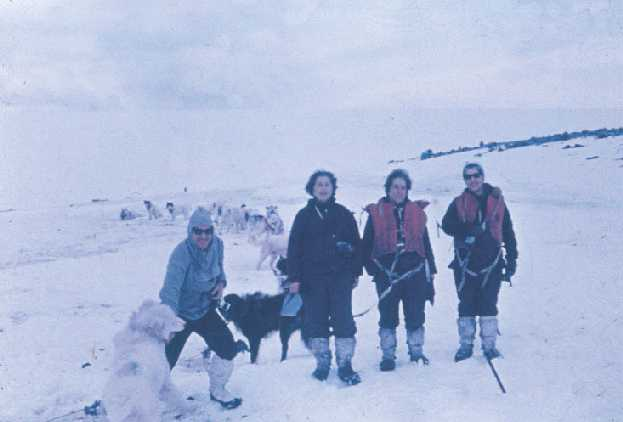
Irene Bernasconi y otros en 1968 en la Base Esperanza

Las mujeres científicas empezaron a investigar la Antártida desde barcos. La primera mujer científica, María Kliónova, de la Unión Soviética, trabajó en los buques Ob y Lena frente a la costa antártica entre 1955 y 1956. El trabajo de Kliónova ayudó a crear el primer atlas antártico. Las mujeres sirvieron en los buques de la Unión Soviética que iban a la Antártida después de 1963. Las primeras mujeres que visitaron una estación estadounidense y las primeras que volaron a la Antártida fueron Pat Hepinstall y Ruth Kelley, auxiliares de vuelo de Pan Am que pasaron cuatro horas en tierra en la Base McMurdo el 15 de octubre de 1957.
A menudo, las mujeres que iban a la Antártida tenían que ser aprobadas tanto de forma oficial como extraoficial. Una de las primeras candidatas a convertirse en una de las primeras científicas en ir a la Antártida fue la geóloga Dawn Rodley. Había sido aprobada no sólo por el patrocinador de la expedición, Colin Bull, sino también por las esposas de los miembros masculinos del equipo. Rodley iba a ir en 1958, pero la Armada de los Estados Unidos, que estaba a cargo de la Operación Deep Freeze, se negó a llevarla a la Antártida.
La Armada decidió que sería aceptable enviar un equipo de cuatro mujeres y Bull comenzó a formar un equipo que incluía a Lois Jones, Kay Lindsay, Eileen McSaveney y Terry Tickhill. Estas cuatro mujeres formaron parte del grupo que se convirtió en las primeras mujeres en visitar el Polo Sur. El equipo de Jones trabajó principalmente en el valle de Wright. Tras su regreso, Bull descubrió que varios de sus amigos varones estaban resentidos por la incorporación de mujeres e incluso le llamaron «traidor». Este equipo, dirigido por Jones en 1969, fue utilizado por la marina como reclamo publicitario. Las hicieron «desfilar» y las llamaron «exploradoras Powderpuff». La primera mujer estadounidense que pisó el interior de la Antártida en 1970 fue la ingeniera Irene C Peden, que también se enfrentó a diversas barreras para trabajar en el continente. Peden describió cómo se había creado una «mitología sobre las mujeres que habían ido a la costa: que habían sido un problema», y que, como no habían publicado su trabajo en el plazo de un año, fueron «muy criticadas». Los hombres de la Armada encargados de aprobar su viaje a la Antártida «daban largas», alegando que no había baños para mujeres disponibles y que, sin otra compañera, no se le permitiría ir. El almirante a cargo del transporte a la Antártida sugirió que Peden intentaba ir allí en busca de aventuras, o para encontrar marido, más que por su investigación. A pesar de sus contratiempos, entre ellos no recibir el equipo crítico en la Antártida, la investigación de Peden en el continente tuvo éxito.

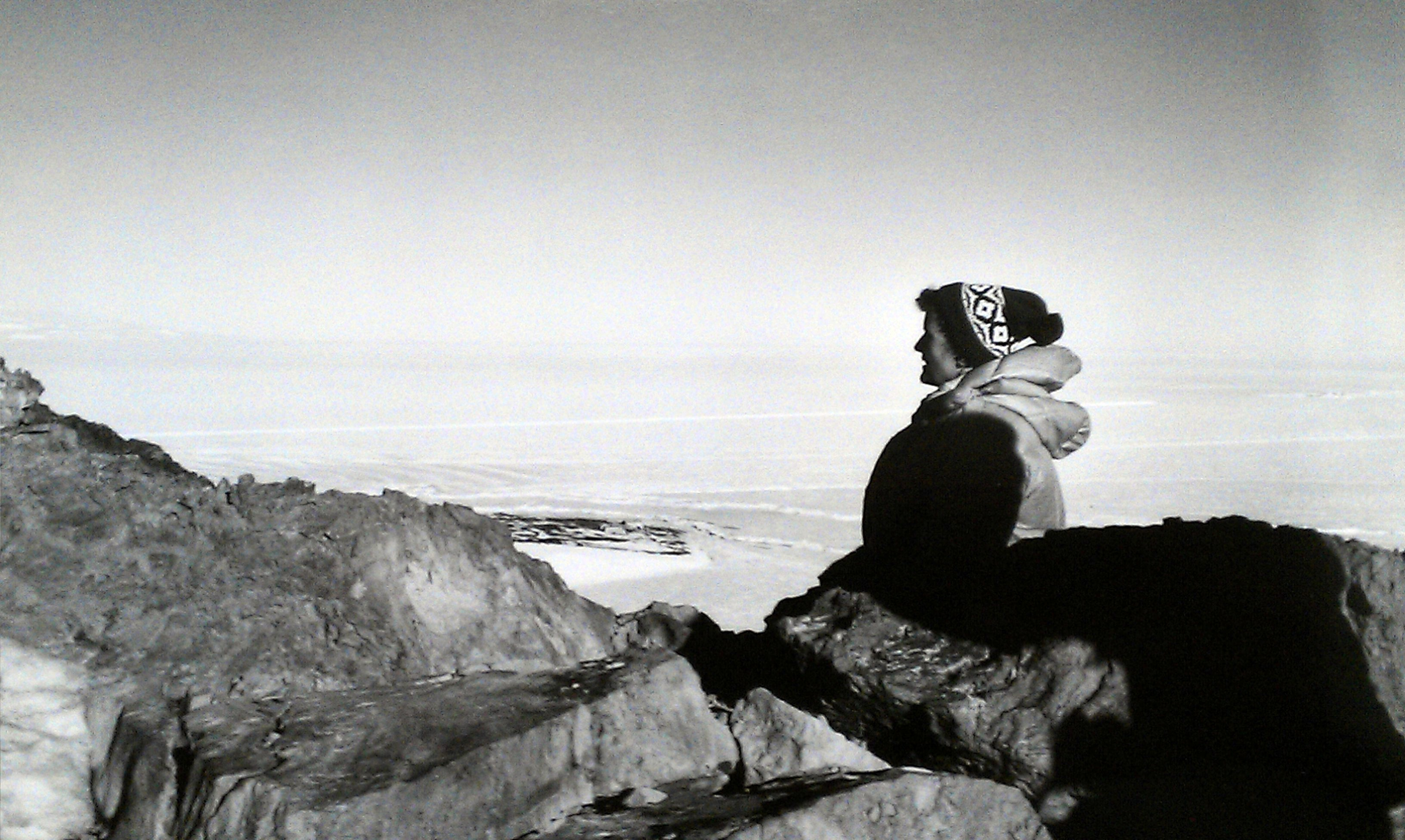
Ursula Marvin en la Antártida, 1978-1979

Las dos primeras mujeres estadounidenses que pasaron el invierno en una estación de investigación antártica fueron Mary Alice McWhinnie y Mary Odile Cahoon. Mary Alice era la jefa científica de la Base McMurdo en 1974 y Mary Odile era monja y bióloga. En 1978, las mujeres estadounidenses seguían utilizando equipos y ropa ártica diseñados para hombres, aunque «los funcionarios dijeron que ese problema se está remediando rápidamente». La estadounidense Ann Peoples se convirtió en directora del Berg Field Center en 1986, convirtiéndose en la primera mujer en desempeñar un «papel de liderazgo significativo».
Las mujeres británicas tuvieron problemas similares a las estadounidenses. El director de la British Antarctic Survey (BAS) de 1959 a 1973 fue Vivian Fuchs, que «creía firmemente que la inclusión de mujeres alteraría la armonía y la productividad científica de las estaciones antárticas». Las científicas británicas empezaron a trabajar en la conservación de colecciones como parte de la BAS antes de que se les permitiera visitar la Antártida. Las mujeres que solicitaban entrar en la BAS eran desanimadas. Una carta del personal de la BAS enviada a una mujer que presentó su solicitud en la década de 1960 decía: «A las mujeres no les gustaría estar en la Antártida, ya que no hay tiendas ni peluquería». La primera mujer de la BAS que fue a la Antártida fue Janet Thomson en 1983, quien describió la prohibición de las mujeres como una «segregación bastante impropia». Las mujeres seguían teniendo prohibido el uso de las bases y la logística del Reino Unido en 1987. Las mujeres no pasaron el invierno en la estación de investigación Halley hasta 1996, cuarenta años después de que se estableciera la estación británica.
En 1968, Argentina envió a la Antártida a cuatro científicas: la bióloga Irene Bernasconi, la bacterióloga María Adela Caría, la bióloga Elena Martínez Fontes y la experta en algas Carmen Pujals. Fueron el primer grupo de mujeres científicas que investigó en la Antártida. Bernasconi fue la primera mujer que dirigió una expedición antártica y tenía 72 años. Más tarde, en 1978, Argentina envió a una mujer embarazada, Silvia Morello de Palma, a la Base Esperanza para dar a luz y «utilizar al bebé para reivindicar [sus] derechos territoriales» sobre la Antártida.
Una vez que Australia abrió el viaje a la Antártida a las mujeres, Elizabeth Chipman, que trabajó por primera vez como mecanógrafa en la estación Casey en 1976, realizó una crónica de todas las mujeres que habían viajado allí hasta 1984. Chipman trabajó para encontrar los nombres de todas las mujeres que habían estado alguna vez en la Antártida, o incluso cerca de ella, y finalmente donó 19 cajas de folios de su investigación a la Biblioteca Nacional de Australia.

## Las mujeres ganan terreno

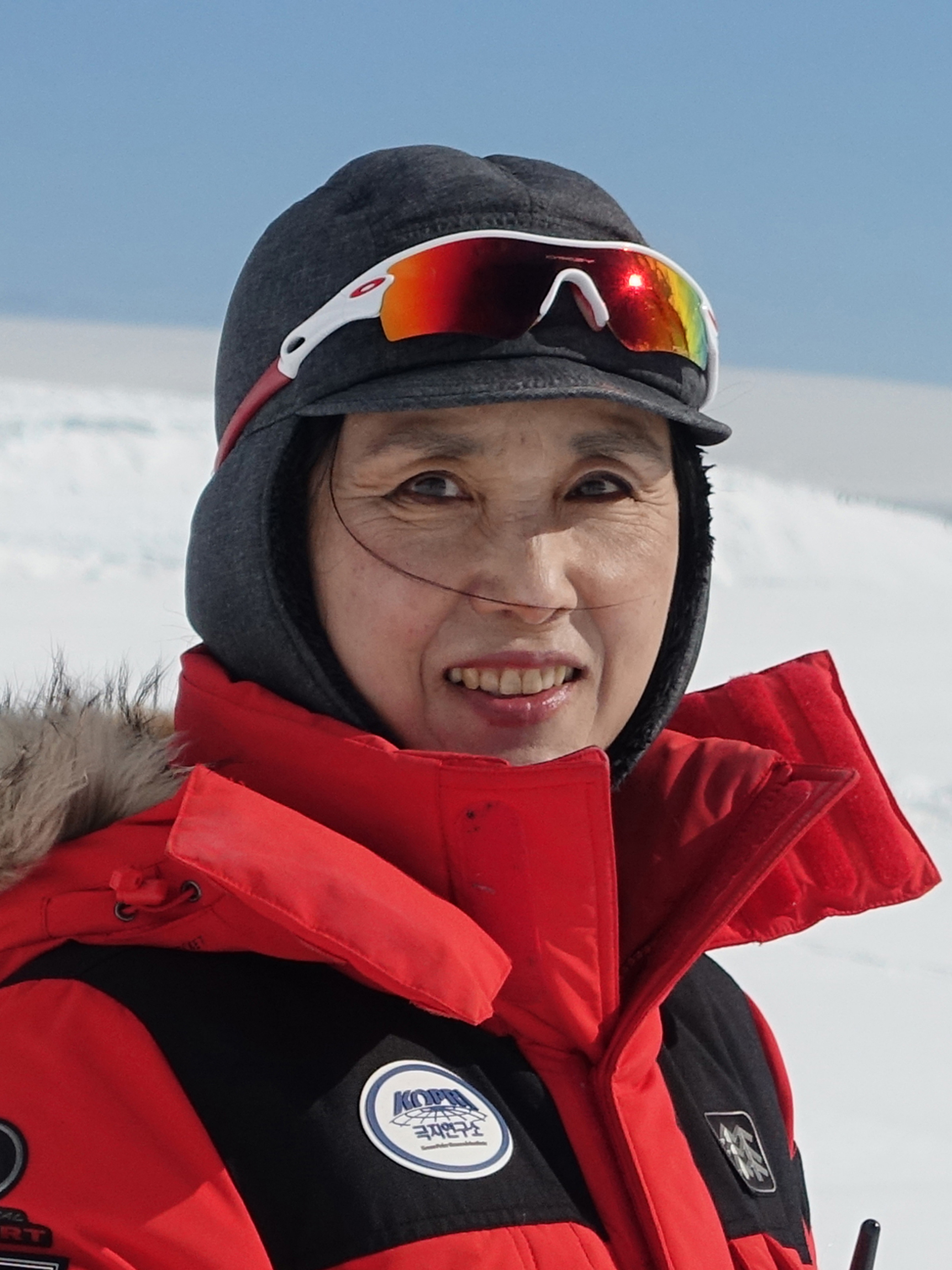
In-Young Ahn en la Base Rey Sejong en 2015

La Fundación Nacional de Ciencias (NSF) comenzó a planificar a largo plazo en 1978, con la vista puesta en unas instalaciones que pudieran albergar a una población compuesta por un 25% de mujeres. En la temporada 1979-1980, sólo había 43 mujeres en el continente. En 1981, había casi una mujer por cada diez hombres en la Antártida. En 1983, la proporción volvió a ser de 20 hombres por cada mujer. En la década de 1980, las investigaciones de Susan Solomon en la Antártida sobre la capa de ozono y el «agujero de ozono» le hacen ganar «fama y aclamación».
En España, Josefina Castellví ayudó a coordinar y también participó en la expedición de su país a la Antártida en 1984. Más tarde, tras la construcción de una base española en 1988, Castellví quedó al mando después de que el líder, Antoni Ballester, sufriera un derrame cerebral.
La primera mujer al frente de una base en la Antártida fue la australiana Diana Patterson, jefa de la Base Mawson en 1989. La primera mujer jefa de una base antártica estadounidense fue la teniente Trina Baldwin. El primer grupo de hibernación formado exclusivamente por mujeres procedía de Alemania y pasó el invierno de 1990-1991 en Base Neumayer II. La primera jefa de base y médico alemana fue Monika Puskeppeleit. En 1991, In-Young Ahn fue la primera jefa de una base de investigación asiática (Base Rey Sejong) y la primera mujer surcoreana en pisar la Antártida.
En la temporada 1990-1991 había unas 180 mujeres en la Antártida. En 1992, mujeres de varios países formaban parte de los equipos de hibernación. La primera expedición femenina llegó al Polo Sur en 1993. Diana Patterson, la primera jefa de base en la Antártida, vio que se avecinaba un cambio en 1995. Consideraba que muchos de los puntos de vista sexistas del pasado habían cedido, de modo que las mujeres no eran juzgadas por el hecho de ser mujeres, sino «por lo bien que hacías tu trabajo».
Durante el invierno austral de 1994, las mujeres dirigieron las tres bases antárticas estadounidenses: Janet Phillips en la Base Amundsen-Scott del Polo Sur, Karen Schwall en la Base McMurdo y Ann Peoples en la Base Palmer. 
La científica social Robin Burns estudió las estructuras sociales de la Antártida en la temporada 1995-1996. Descubrió que, si bien antes muchas mujeres tenían dificultades, en esa temporada hubo una mayor aceptación de las mujeres en la Antártida. Una de las responsables de la base, Ann Peoples, cree que en la década de los 90 se alcanzó un punto de inflexión y que la vida de las mujeres en la Antártida se normalizó. Todavía había hombres en la Antártida que no temían expresar su opinión de que las mujeres no debían «estar en el hielo», pero muchos otros disfrutaban teniendo a «mujeres como colegas y amigas». Las mujeres de esa época empezaron a sentir que «ahora se daba por sentado que las mujeres iban a la Antártida».
Los estudios realizados a principios de la década de 2000 demostraron que la inclusión de mujeres en grupos antárticos era beneficiosa en general. A principios de la década de 2000, Robin Burns descubrió que las científicas que disfrutaban de su experiencia en la Antártida eran las que podían terminar su trabajo científico y finalizar sus proyectos.

## Historia reciente

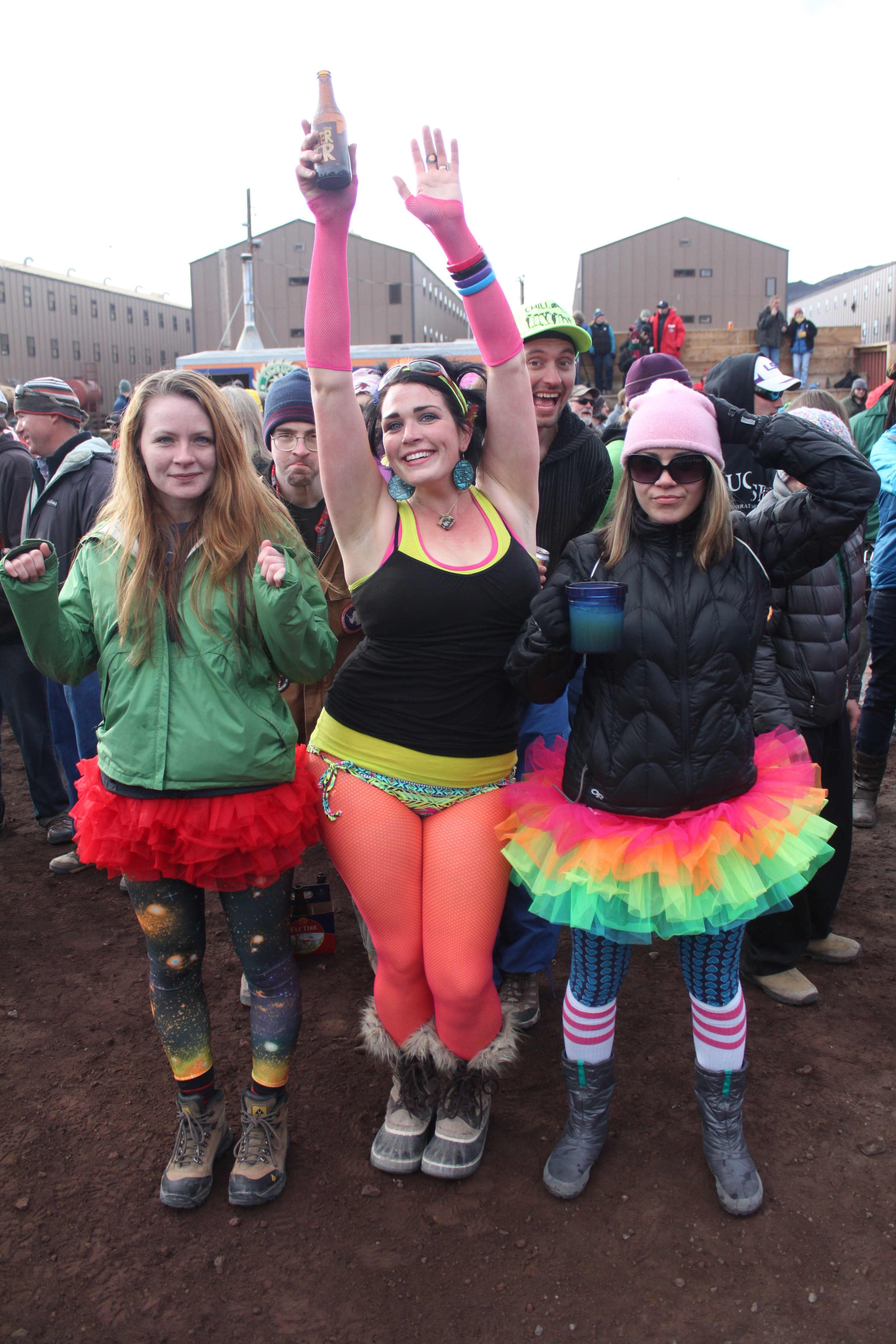
Mujeres en el Icestock 2013

La estadounidense Lynne Cox nadó una milla en aguas antárticas en 2003.
En 2005, la escritora Gretchen Legler describió que ese año había muchas más mujeres en la Antártida y que algunas eran lesbianas. El Día Internacional de la Mujer de 2012 contó con la presencia de más de cincuenta mujeres en la Antártida, que constituyeron el 70% de la Expedición Antártica Internacional. En 2013, cuando los Países Bajos inauguraron su primer Laboratorio Antártico, Corina Brussaard estuvo allí para ayudar a ponerlo en marcha.
Homeward Bound fue un programa de 10 años diseñado para fomentar la participación de las mujeres en la ciencia y planeaba enviar la primera gran expedición (de 78 miembros) exclusivamente femenina a la Antártida en 2016. El primer grupo, formado por 76 mujeres, llegó a la Antártida durante tres semanas en diciembre de 2016. Fabian Dattner y Jessica Melbourne-Thomas fundaron el proyecto y Dattner Grant aportó la financiación. Cada participante aportó 15 000 dólares al proyecto. Homeward Bound incluía a empresarias y científicas que estudian el cambio climático y el liderazgo de las mujeres. El plan era crear una red de 1000 mujeres que se convirtieran en líderes de las ciencias. El primer viaje partió de Sudamérica en diciembre de 2016.
Un equipo femenino de soldados del Ejército Británico, denominado Exercise Ice Maiden, comenzó a reclutar miembros en 2015 para cruzar el continente por sus propios medios en 2017. Su objetivo era estudiar el rendimiento de las mujeres en el entorno extremo del verano antártico. Un equipo de seis mujeres completó el viaje en 62 días tras comenzarlo el 20 de noviembre de 2017.
En 2016, el 55% de los miembros de la Association of Polar Early Career Scientists (APECS) eran mujeres. En el mismo año, casi un tercio de todos los investigadores del Polo Sur eran mujeres. La División Antártica Australiana (AAP) hace un «esfuerzo consciente por reclutar mujeres».

## Acoso sexual y sexismo
Cuando Julia Uberuaga, operadora de maquinaria pesada, fue por primera vez a la Antártida a finales de los 1970 y principios de los 1980, recordó que «los hombres la miraban fijamente, o la miraban lascivamente, o le hacían saber que no era bienvenida en el trabajo». Rita Matthews, que fue a la Antártida durante el mismo periodo, dijo que «había hombres por todas partes. Había algunos que nunca dejaban de perseguirte». En 1983, Marilyn Woody describió su vida en la base de McMurdo y dijo: »«Te da vueltas la cabeza, toda esa atención de todos esos hombres». Luego dijo: «Te das cuenta de que puedes ponerte una bolsa en la cabeza y seguirán enamorándose de ti».
Otra científica, Cynthia McFee, se vio completamente excluida de la «camaradería masculina» en su lugar de trabajo y tuvo que lidiar con la soledad durante largos periodos de tiempo. Martha Kane, la segunda mujer que pasó el invierno en el Polo Sur, experimentó una «presión negativa» por parte de los hombres, ya que «algunos la veían como una intrusa que se había insinuado en un dominio masculino».
En la década de 1990, algunas mujeres fueron estigmatizadas en la Antártida. A estas mujeres se las tachaba de «putas» por relacionarse con hombres y a las que no lo hacían se las llamaba «bolleras».
A finales de la década de 1990 y principios de la de 2000, las mujeres consideraban que las operaciones antárticas «no eran en absoluto comprensivas con las necesidades de las madres y que existe una profunda preocupación por que una mujer embarazada dé a luz en la Antártida».
El acoso sexual sigue siendo un problema para las mujeres que trabajan en la Antártida, ya que muchas científicas reciben insinuaciones sexuales no deseadas una y otra vez. Las mujeres siguen estando en inferioridad numérica en muchas carreras en la Antártida, incluidas las operaciones de flota y los oficios.
Algunas organizaciones, como la División Antártica Australiana, han creado y adoptado políticas para combatir el acoso sexual y la discriminación por razón de sexo. El Programa Antártico de Estados Unidos (USAP) anima a las mujeres y a las minorías a presentar su candidatura.

## Mujeres que han batido récords
Silvia Morella de Palma fue la primera mujer que dio a luz en la Antártida, el 7 de enero de 1978, a Emilio Palma, en la base argentina Esperanza.
En 1988, la estadounidense Lisa Densmore se convirtió en la primera mujer en alcanzar la cumbre del macizo Vinson.
En 1993, la estadounidense Ann Bancroft encabezó la primera expedición al Polo Sur compuesta exclusivamente por mujeres. Bancroft, y la noruega Liv Arnesen, fueron las primeras mujeres en cruzar la Antártida esquiando en 2001.
En 2010, la primera mujer capellán que prestó servicio en el continente antártico fue la teniente coronel Laura Adelia, de las Fuerzas Aéreas de EE. UU., que atendió a la población de la estación de McMurdo.
Maria Leijerstam se convirtió en 2013 en la primera persona en llegar en bicicleta al Polo Sur desde el borde del continente. Lo hizo en un bicicleta reclinada.
En 2020, Anja Blacha batió el récord de la expedición polar más larga realizada por una mujer en solitario, sin apoyo ni asistencia.

## Premios y distinciones
En 1975, Eleanor Honnywill se convirtió en la primera mujer en recibir la Medalla Fuchs de la British Antarctic Survey (BAS).
La primera mujer en recibir una Medalla Polar fue Virginia Fiennes, en 1986. Fue galardonada por su trabajo en la Expedición Transglobe. También fue la primera mujer en «invernar en ambas regiones polares».
Denise Allen fue la primera mujer galardonada con la Medalla Antártica australiana en 1989.